# Мис Західний (Нова Зеландія)
Західний мис  — є найзахіднішою точкою головного ланцюга островів Нової Зеландії. Він розташований на крайньому південному заході Південного острова, в межах національного парку Фьордленд, між Таматеа/Даскі Саунд і Тайарі/Чакі. Мис складається з невеликого скелястого берега та невисокого вкритого лісом схилу, і розташований на північ від гирла річки Ньютон.
Мис Західний — один із 4 новозеландських кардинальних мисів, названих капітаном Джеймсом Куком під час його першої подорожі до цього регіону в 1769-70 роках. Інші Кардинальні миси, названі в той час, — мис Нордкап, мис Схід і мис Південний.